# Yağlı güreş
Yağlı güreş ("luta de azeite" ou "luta de gordura" em turco), também conhecida por luta turca, é o desporto nacional da Turquia. É assim chamado (yağlı: gordura, azeite ou óleo; güreş: luta) porque consiste numa luta em que os lutadores combatem depois de se besuntarem previamente com azeite. A luta está relacionada com o kurash uzbeque, o khuresh de Tuva e o köräş dos tártaros. Os lutadores, chamados pehlivan (do persa پهلوان, pehlevan, herói ou campeão) vestem calções de couro semelhantes aos lederhosen do sul da Alemanha e norte da Áustria, os kisbets ou kispets, cosidos manualmente e tradicionalmente feitos de pele de búfalo, se bem que ultimamente sejam feitos de pele de vitela.
Ao contrário da luta olímpica, os combates de yağlı güreş podem ser vencidos agarrando firmemente o kisbet. Assim, o pehlivan tenta controlar o seu adversário pondo o seu braço através do kisbet. Ganhar com este movimento é chamado de paça kazık. A vitória num combate é alcançado quando um lutador consegue erguer o outro segurando-o pelo kisbet e manter a cabeça em baixo e as pernas em cima durante alguns segundos.
Originalmente, os combates não tinham duração marcada e podiam prolongar-se por um ou dois dias, até que um dos lutadores conseguisse estabelecer a sua superioridade. Em 1975 a duração máxima foi estabelecida em 40 minutos para o baspehlivan (campeão) e 30 minutos para a categoria pehlivan. Se não é apurado um vencedor, há um novo combate de 15 ou 10 minutos, conforme se trate de baspehlivan ou pehlivan.
O torneio anual Kırkpınar, que tem lugar todos os anos em Edirne, na Trácia turca desde 1361, é a competição desportiva mais antiga do mundo continuamente realizada. Em anos recentes, este estilo de luta tornou-se popular noutros países, nomeadamente nos Países Baixos e Japão.[carece de fontes?]

## História
Encontram-se formas cognatas da luta tradicional turca na Ásia Central com os nomes de kurash, khuresh, köräş, etc. 
Os lutadores turcos começaram a cobrir-se com roupa de acordo com a lei islâmica (entre  o umbigo e os joelhos) depois do século X.[carece de fontes?] Ao migrarem para a Ásia Ocidental e para a Anatólia sensivelmente nessa data, os turcos do ramo oguz levaram com eles as lutas de estilo kurash. Depois da conquista da Anatólia pelos seljúcidas, no final do século XI, estes introduziram um tipo de luta livre chamada karakucak (literalmente: "abraço negro") e a roupa especial de couro, tendo também iniciado o uso de azeite para dificultar o ato de agarrar o oponente. O karakucak teve origem nas antigas lutas da Ásia Ocidental[carece de fontes?] e por sua vez deu origem à atual yağlı güreş.

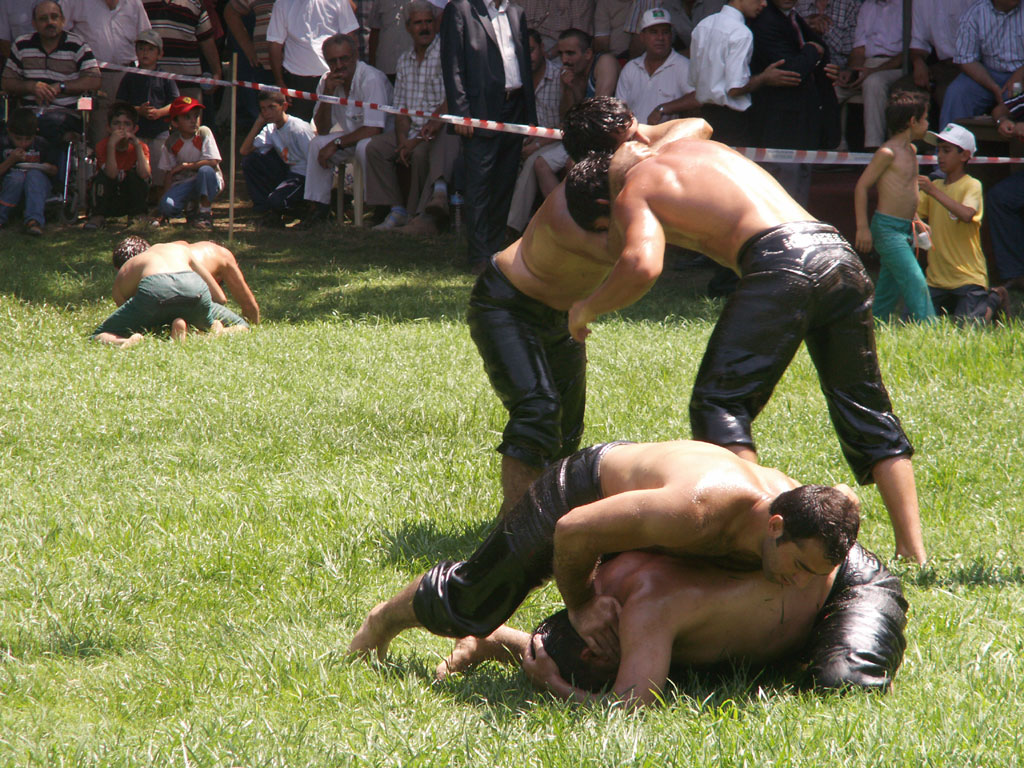
Pehlivans num torneio em Istambul

No Império Otomano, os lutadores aprendiam a arte do yağlı güreş em escolas especiais chamadas تکیه tekke, que não eram meramente centros atléticos, mas também centros espirituais. Os lutadores esfregam azeite uns nos outros antes dos combates como demonstração de equilíbrio e respeito mútuo. Da mesma forma, se um lutador vence um lutador mais velho, ele beija a mão deste último (um sinal de respeito pelos mais velhos na Turquia).
Os combates realizam-se por toda a Turquia ao longo de todo o ano, mas no início do verão os lutadores reúnem-se em Kırkpınar para o torneio anual no qual se determina quem será o baspehlivan ("lutador-chefe") da Turquia. Todos os anos, cerca de mil lutadores participam no torneio. Os escritos dos cronistas e escritores otomanos atestam que o torneio de Kırkpınar são realizados todos os anos desde 1361, o que faz dele o mais antigo campeonato desportivo oficial que ainda se realiza atualmente. O torneio só não se realizou em cerca de 70 ocasiões. Antes das Guerras dos Balcãs o torneio era realizado num lugar distante cerca de 35 km do local atual, o qual é usado desde 1924.[carece de fontes?]
O festival de Kırkpınar foi classificado pela UNESCO como Património Oral e Imaterial da Humanidade em novembro de 2010.
Fora da Turquia também são organizados alguns torneios de luta turca. Um dos mais importante é o da federação holandesa Koninklijke Nederlandse Krachtsport en Fitnessfederatie (KNKF).